# Sexologie interculturelle
 (novembre 2021).
Si vous disposez d'ouvrages ou d'articles de référence ou si vous connaissez des sites web de qualité traitant du thème abordé ici, merci de compléter l'article en donnant les références utiles à sa vérifiabilité et en les liant à la section « Notes et références ».
 (août 2022).
La sexologie interculturelle est un champ de recherche de la sexologie qui étudie les relations entre la culture et la sexologie des êtres humains, et plus particulièrement les effets des dynamiques et des rencontres interculturelles sur la fonction érotique humaine, le couple et la famille.
La sexologie interculturelle est un domaine transdisciplinaire à la rencontre de la sexologie clinique et de l'anthropologie interculturelle.